# 1 Lupi
1 Lupi (1 Lup) je hvězda v souhvězdí Vlka v jižní části hvězdné oblohy. Její zdánlivá hvězdná velikost je 4,91, a má Bayerovo označení ι Lupi, 1 Lupi je Flamsteedovo označení. Na základě měření paralaxy byla určena vzdálenost hvězdy přibližně 1800 světelných let od Slunce. K Zemi se přibližuje heliocentrickou radiální rychlostí −23 km/s.
Jedná se o jasného obra typu F., což naznačuje, že jde o žlutobílou hvězdu spektrálního typu F, která již opustila hlavní posloupnost a stala obří hvězdou. Houk v roce 1978 hvězdě přiřadil spektrální klasifikaci F1III. Nicméně Gray a kol. (2001) určili spektrální třídu F0 Ib-II, která se patří veleobřím jasným hvězdám. Hvězda má hmotnost přibližně sedmkrát větší než Slunce a 41násobek poloměru Slunce. Hvězda ze své zvětšené fotosféry vyzařuje 2900 násobek svítivosti Slunce při efektivní teplotě 6867 K. Odhadované stáří hvězdy je přibližně 47 milionů let.